# Dieter Enders

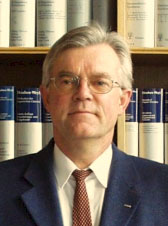
Dieter Enders

Dieter Enders (* 17. März 1946 in Butzbach, Hessen; † 29. Juni 2019) war ein deutscher Chemiker und Professor an der Rheinisch-Westfälischen Technischen Hochschule Aachen.

## Leben und Wirken
Enders studierte Chemie und promovierte 1975 bei Dieter Seebach an der Universität Gießen. Nach einem Aufenthalt an der Harvard-Universität beim Nobelpreisträger Elias James Corey Jr. folgte ein Ruf als Professor an die Universität Bonn. Ab 1985 leitete er das Institut für Organische Chemie an der RWTH Aachen.
Dieter Enders zählt zu den Pionieren auf dem Gebiet der stereoselektiven Synthese, speziell der diastereoselektiven Kohlenstoff-Kohlenstoff-Verknüpfungen unter Verwendung von „Enders-Reagenz“ [(S)-(–)-1-Amino-2-methoxymethylpyrrolidin (SAMP)], einem Derivat der Aminosäure (S)-Prolin. Dies ist für die Entwicklung von neuen Wirkstoffen, wie zum Beispiel Arzneistoffen, Pflanzenschutzmitteln oder Insektenpheromonen von Bedeutung, da die biologische Aktivität der Enantiomeren in der Regel unterschiedlich ist. Erfolge erzielte Enders u. a. mit der Synthese eines Borkenkäfer-Pheromons, mit dessen Hilfe man Borkenkäfer umweltfreundlich und massenhaft in Fallen fangen kann.

## Auszeichnungen
Enders erhielt zahlreiche Ehrungen und Auszeichnungen, unter anderen den Preis der Universität Gießen, 1993 den Gottfried-Wilhelm-Leibniz-Preis, den Yamada-Preis (Japan) sowie 2000 den Max-Planck-Forschungspreis für Chemie. 2008 wurde er mit dem Arthur C. Cope Scholar Award der American Chemical Society ausgezeichnet. 2012 erhielt er den mit 2,5 Millionen Euro dotierten ERC-Advanced Grants des Europäischen Forschungsrates (ERC). Ab 2007 war er Mitglied der Leopoldina. Der Akademie der Wissenschaften zu Göttingen gehörte er als korrespondierendes Mitglied an. Er wurde 2013 vom Max-Planck-Institut für Kohlenforschung mit der Karl-Ziegler-Gastprofessur ausgezeichnet. 2014 erhielt er den Ryōji-Noyori-Preis der Society of Synthetic Organic Chemistry Japan (SSOCJ). 2010 erhielt er den Robert Robinson Award.